# ريجيس دورن
ريجيس دورن (بالفرنسية: Régis Dorn)‏ هو لاعب كرة قدم فرنسي، ولد في 22 ديسمبر 1979 في إنغويلر في فرنسا. لعب مع كيكرز أوفنباخ ونادي أميين ونادي ساندهاوزن ونادي ستراسبورغ ونادي غويزهو رينهي ونادي فرايبورغ ونادي ميلوز وهانزا روستوك.

## وصلات خارجية
- ريجيس دورن على موقع قاعدة بيانات كرة القدم.إي يو (الإنجليزية)
- ريجيس دورن على موقع بيانات كرة القدم. دي إي (الألمانية)
- ريجيس دورن على موقع عالم كرة القدم.نت (الإنجليزية)